# 신기범
신기범(1937년 ~ )은 김두한의 비서실장을 맡았던 인물이며 현재 호주에 거주하고 있다.

## 신기범이 등장한 작품
- 《야인시대》(2003) (배우: 이정호)